# Église Saint-Grégoire de Tigrane Honents
Pour les articles homonymes, voir Église Saint-Grégoire.
L'église Saint-Grégoire de Tigrane Honents est une ancienne église située dans les ruines de l'ancienne capitale arménienne d'Ani, en Turquie.

## Nom
L'église est dédiée à Grégoire l'Illuminateur, évangélisateur de l'Arménie ; en arménien : Անիի Տիգրան Հոնենց եկեղեցի (Anii Dikran Honents’ egeghets’i).
Elle porte le nom de Tigrane Honents, marchand ayant financé sa construction.

## Caractéristiques
L'église occupe un emplacement dans le sud-est du site d'Ani, capitale de l'ancien royaume d'Arménie vers l'an 1000, sur le bord du plateau surplombant l'Akhourian. Le site est situé dans l'extrême est de la Turquie, sur la province de Kars, au contact de la frontière avec l'Arménie ; l'église n'est située qu'à 120 m au nord-ouest de cette frontière. Sur le site, l'église du Saint-Sauveur est située à 200 m au nord-ouest, le monastère des Vierges à 300 m au sud-ouest et la cathédrale d'Ani à 500 m à l'ouest.
L'église est bâtie sur un plan globalement rectangulaire et comporte une nef unique surmontée d'une coupole sur son tambour. Le mur extérieur de l'église est gravé d'une inscription énumérant des moulins, des trésors, des champs et des vignobles.
L'église possède des peintures intérieures, vraisemblablement réalisées par des artistes géorgiens, représentant Grégoire l'Illuminateur, le Christ et le jugement dernier. Dans les écoinçons des demi-colonnes sur lesquelles s'appuient les arcatures aveugles de la façade et du tambour se trouvent des représentations d'animaux réels et fantastiques.

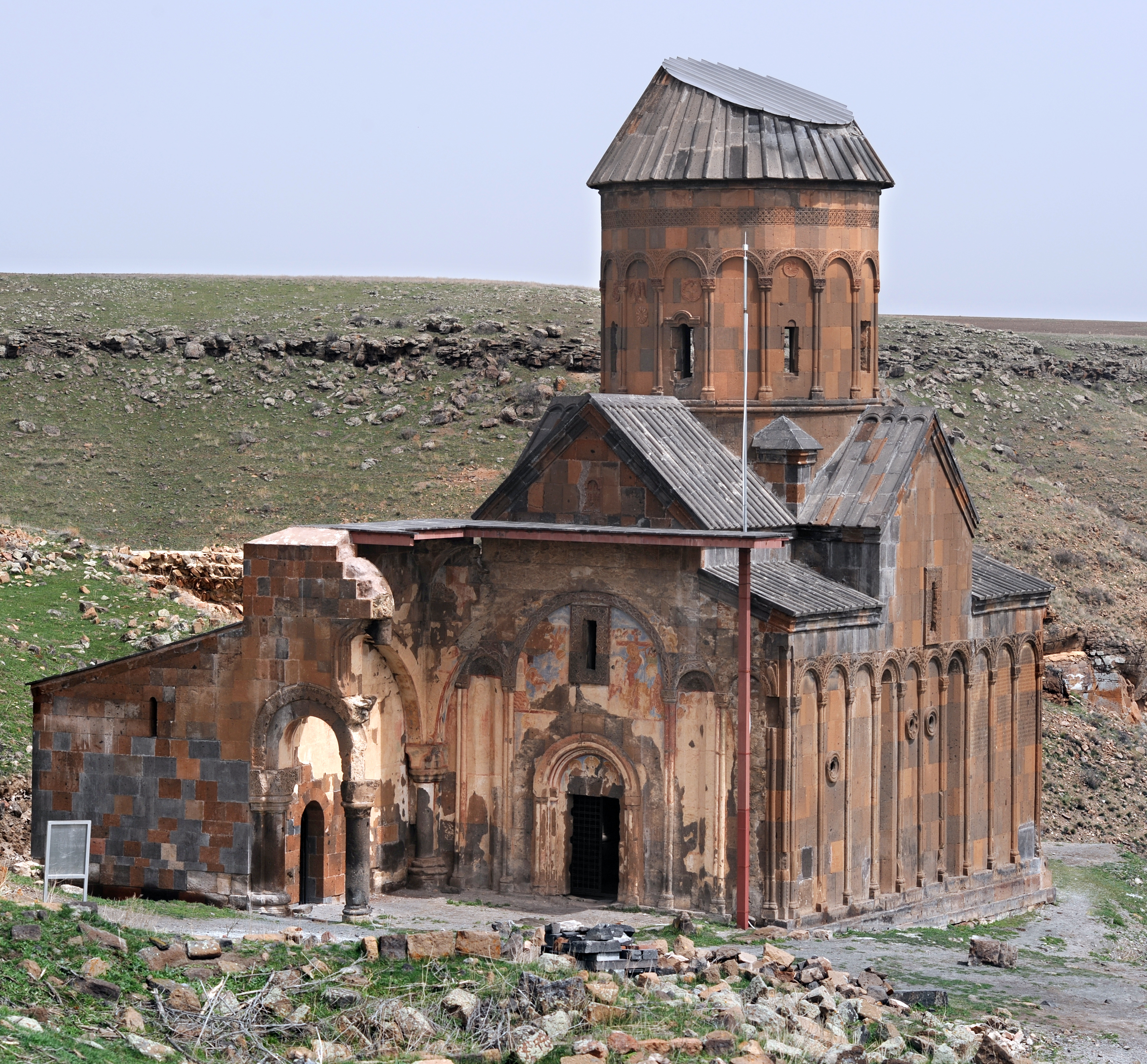
Vue rapprochée de l'édifice.
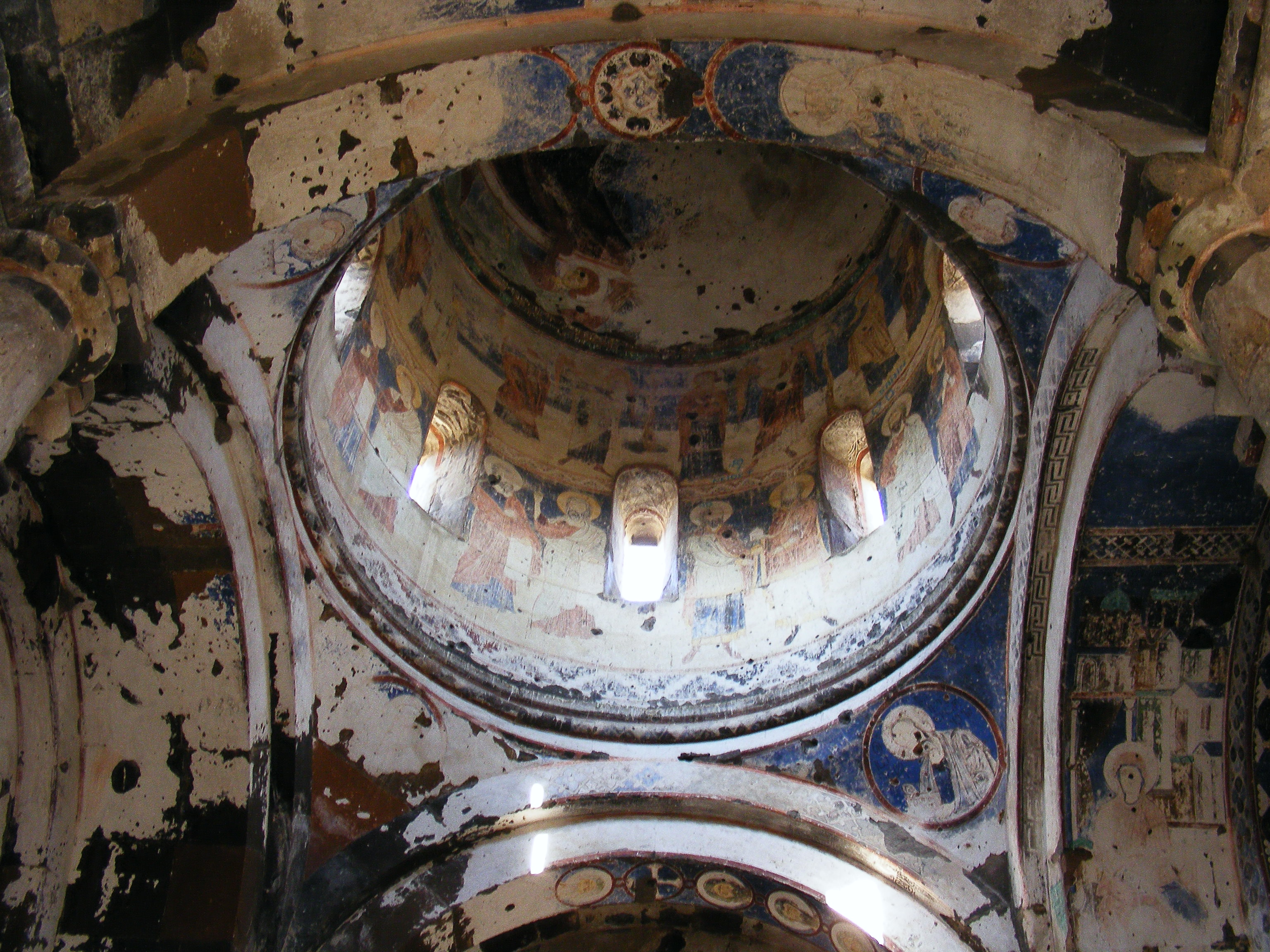
Vue de la coupole depuis l'intérieur de l'église.
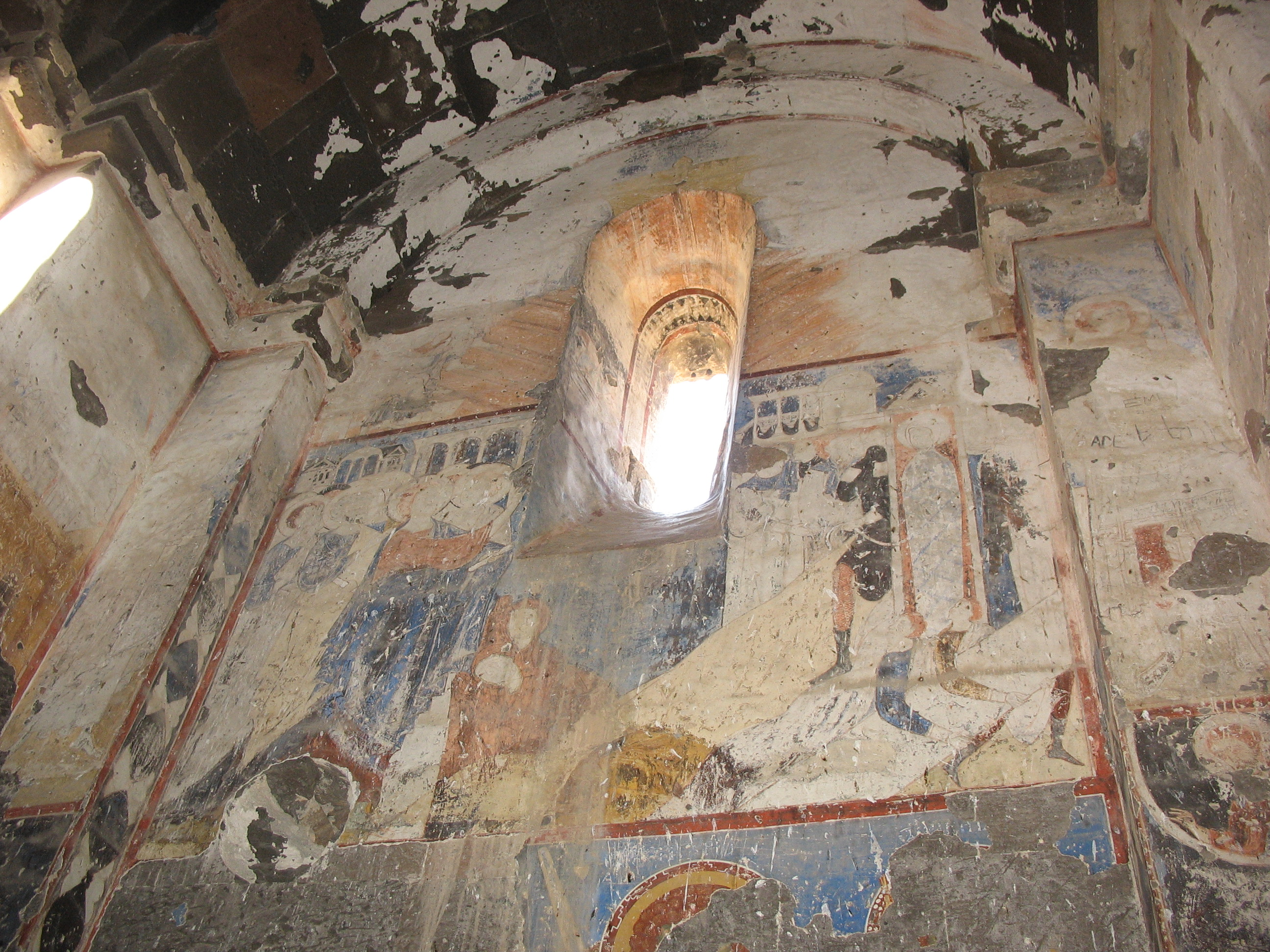
Détail des fresques.
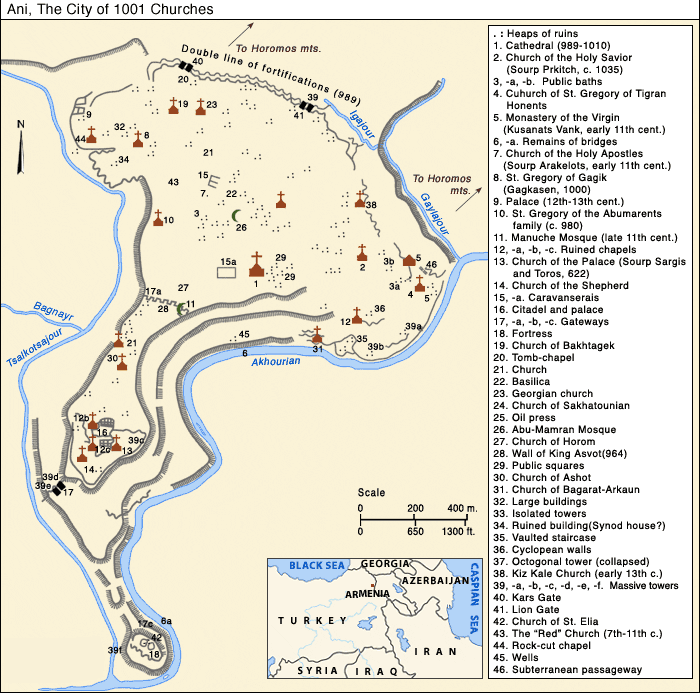
Carte d'Ani. L'église Saint-Grégoire de Tigrane Honents est située en 4.

## Historique
Selon une inscription gravée sur le mur oriental de l'église, elle aurait été édifiée en 1215 grâce à la générosité d'un riche marchand nommé Tigrane Honents, qui aurait également financé son mobilier. À cette époque, Ani est sous contrôle géorgien, ce qui expliquerait la possible origine géorgienne des fresques.